# Schindlerovi Židovi
Schindlerovi Židovi, izvorno na njemački Schindlerjuden, su mnogobrojni Židovi koje je od holokausta spasio industrijalac Oskar Schindler tako što ih je zaposlio u svojoj tvornici. Njihova priča iznesena je u knjizi Schindleova arka i u Spielbergovom filmu Schindlerova lista.
Prominentni Židovi koji su prikazani u filmu stavili su kamen na pravi grob Oskara Schindlera na kraju filma. Svi ti Židovi, i glumci koji su ih portretirali stvarno su stavili ta kamenja i tugovali su za smrću Oskara Schindlera, kojeg u filmu tumači Liam Neeson. Među ostalim tugovateljima tu je bila i Emilie Schindler, Oskarova žena te sam onaj koji je glumio Schindlera Liam Neeson. Neeson (čiji je lik, sam Schindler, u to vrijeme filma bio mrtav), umjesto da je postavio kamen, on je stavio cvijeće u sredinu i nije bio u ničijoj pratnji. Također on je jedini tugovatelj koji je stavio nešto na grob, a da mu nisu pokazali lice. Taj događaj je simbolična gesta jer pokazuje poštovanje svih ljudi, ne samo Židova, prema Oskaru Schindleru. Do 2006. pretpostavlja se da ima preko 7000 živućih potomaka Schindlerovih židova u SAD-u i Izraelu.

## Vanjske poveznice
1. ↑  Schindler Story  Arhivirana inačica izvorne stranice od 19. srpnja 2008. (Wayback Machine) www.europe-cities.com. Preuzeto 9. rujna 2006.

- Popis Schindlerovih židova  Arhivirana inačica izvorne stranice od 31. prosinca 2006. (Wayback Machine)
- Saved by Oscar Schindler  Arhivirana inačica izvorne stranice od 27. veljače 2021. (Wayback Machine) www.schindlerjews.com. Retrieved 9 September 2006.
- Schindlerov grob  Arhivirana inačica izvorne stranice od 28. kolovoza 2008. (Wayback Machine)